# ズレチェ
ズレチェ（スロベニア語: Zreče）は、スロベニアの市である。スロベニア北東部のポホリェ山地南部、ドラヴィニャ川が形成するDravinjski渓谷に位置している。伝統的な地方区分におけるシュタイエルスカ地方にある基礎自治体であり、スロベニアの統計上の地方区画ではサビンジャ地方に含まれている。市庁舎は市と同名のズレチェの集落に置かれている。
1994年に行われたスロベニアの自治体改革以前はスロヴェンスケ・コニツェ市に含まれていたが、スロヴェンスケ・コニツェ市の85の集落のうちの20の集落が独立して新たにズレチェ市を形成した。ズレチェではこの市の設立に関して行われた住民投票の投票日である5月29日を市の祝日としている。
考古学的証拠から紀元前2200年頃には人類の定住があったと見られている。ズレチェに関する最も古い言及は1206年の裁判文書に見られ、また1200年代から1300年代にかけてズレチェの近郊にFreudenberg、Lušperk、Jamnikの3つの城が建てられたことが文献で言及されている。市章は緑色の縁取りを持つ黄色の盾の中に二本の波線が書かれた緑色のハートが置かれた盾形紋章であり、この意匠は1377年の公文書に押されたFreudenberg家の印章に由来している。

## 集落
ズレチェには市庁舎の置かれたズレチェの集落の他、以下の26の集落が含まれる。これらの集落のうち、Čretvežの集落はBukovlje pri Stranicah（現Bukovlje）から、Spodnje Stranice、Mala Gora、Polajna、Lipa、ZaborkおよびGornja Vasの6つの集落はStraniceから、いずれもズレチェ市独立後の1998年に分割されて新たに設立された集落である。
- Bezovje nad Zrečami (en:Bezovje nad Zrečami)
- Boharina (en:Boharina)
- Bukovlje (en:Bukovlje, Zreče)
- Čretvež (en:Čretvež)
- Črešnova (en:Črešnova)
- Dobrovlje (en:Dobrovlje, Zreče)
- Gorenje pri Zrečah (en:Gorenje pri Zrečah)
- Gornja Vas (en:Gornja vas, Zreče)
- Gračič (en:Gračič)
- Koroška Vas na Pohorju (en:Koroška Vas na Pohorju)
- Križevec (en:Križevec)
- Lipa (en:Lipa, Zreče)
- Loška Gora pri Zrečah (en:Loška Gora pri Zrečah)
- Mala Gora (en:Mala Gora, Zreče)
- Osredek pri Zrečah (en:Osredek pri Zrečah)
- Padeški Vrh (en:Padeški Vrh)
- Planina na Pohorju (en:Planina na Pohorju)
- Polajna (en:Polajna)
- Radana Vas (en:Radana Vas)
- Resnik (en:Resnik, Zreče)
- Rogla (en:Rogla (settlement))
- Skomarje (en:Skomarje)
- Spodnje Stranice (en:Spodnje Stranice)
- Stranice (en:Stranice)
- Zabork (en:Zabork)
- Zlakova (en:Zlakova)